# Stormyrtjärnarna, Hälsingland
Stormyrtjärnarna är en sjö i Nordanstigs kommun i Hälsingland och ingår i Ljungan-Gnarpsåns kustområde.